# Liste der Monuments historiques in Valdahon
Die Liste der Monuments historiques in Valdahon führt die Monuments historiques in der französischen Gemeinde Valdahon auf.

## Liste der Objekte
| Bezeichnung                 | Beschreibung                          | Standort            | Kennzeichnung | Schutzstatus | Datum | Bild |
| --------------------------- | ------------------------------------- | ------------------- | ------------- | ------------ | ----- | ---- |
| Gemälde Anbetung der Könige | Ölfarbe auf Holz, 16. Jahrhundert     | im Pfarrhaus (Lage) | PM25001373    | Classé       | 1982  |      |
| Skulptur Madonna mit Kind   | Holz, farbig gefasst, 18. Jahrhundert | im Pfarrhaus (Lage) | PM25001374    | Classé       | 1982  |      |